# Gáspár Bekes

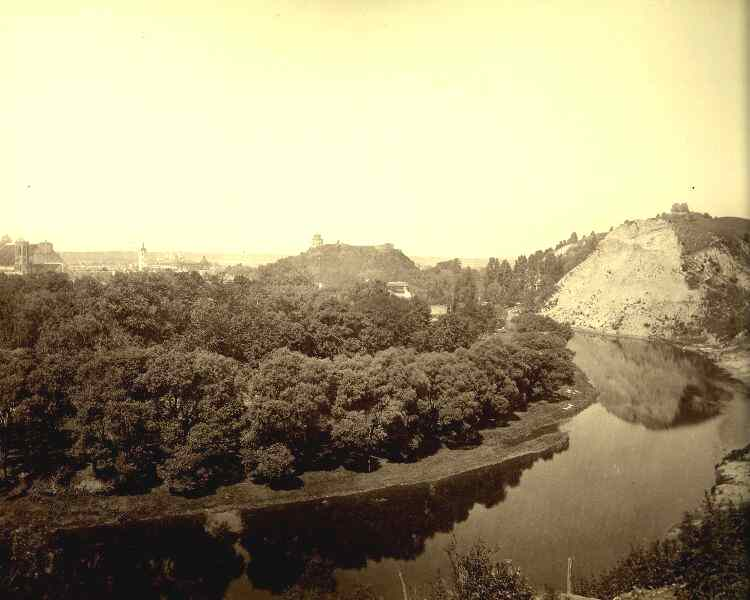
Restes del Turó de Bekes (a la dreta) abans de ser arrasades per les aigües del riu.

Gáspár Bekes (1520 - † 7 de novembre de 1580) fou tresorer de Joan Segimon Záploya, rei nominal d'Hongria i príncep de Transsilvània. Bekes arribà a ser el preferit del rei, de qui obtingué un poder considerable. Al seu testament, Joan Segimon, que no tingué descendència, el designà com el seu successor al tron de Transsilvània. Tanmateix, els nobles de la Dieta de Transsilvània varen rebutjar aquesta designació i escolliren Esteve Bathory I.

## Biografia
Comptant amb el suport de l'emperador Maximilià d'Àustria, Bekes reuní un exèrcit i organitzà una rebel·lió contra Bathory, però fou derrotat. Bekes va perdre totes les seves possessions i es veié obligat a cercar refugi a Viena. Quan la Confederació de Polònia i Lituània escollí Enric de Valois com a rei, les hostilitats entre Maximilià i Bathory acabaren i Bekes viatjà a l'Imperi Otomà a la recerca d'un nou aliat, tot i que sense èxit. No obstant això, tornà a tenir esperances quan, el 1574, Enric de Valois abdicà del tron lituano-polonès. Bekes inicià una nova rebel·lió, però les seves forces foren derrotades de nou a la batalla de Sinpaul, el 1575. Els partidaris de Bekes van patir una repressió brutal.
El 1575, Bathory va ser escollit rei de la Confederació de Polònia i Lituània. L'emperador Maximilià va morir l'any següent i Bekes perdé tota esperança de reclamar el tron de Transsilvània, per la qual cosa va decidir reconciliar-se amb Bathory i convertir-se en el seu lleial aliat i conseller, tot i les seves diferències en matèria de religió. Durant la rebel·lió de la ciutat de Gdańsk, Bekes va dirigir les tropes hongareses enviades per ajudar Bathory a establir-hi el seu domini, i obtingué un especial reconeixement per la seva defensa d'Elbląg. Mentre es dirigia a Grodno, va emmalaltir i morir uns dies després. El seu cadàver fou traslladat a Vilna per ser-hi enterrat, però no fou admès a cap dels cementiris de la ciutat a causa de la seva fe unitària. Finalment fou enterrat en un turó, conegut posteriorment com el Turó de Bekes. La seva tomba estava senyalada amb una torre octogonal de 20 metres d'alçada i 6 metres de diàmetre, però tant el turó com la tomba foren cobertes per les aigües del riu Vílnia a mitjan segle xix.